# Lijst van musea in Waals-Brabant
Dit is een lijst van musea in Waals-Brabant.

## Musea

### Bevekom
- Museum 'First Wing Historical Center' (1HWC)

### Chaumont-Gistoux
- Musée de la Ligne KW

### Cortil-Noirmont
- Musée de la 1re Armée Française

### Genval
- Musée de l'eau et de la fontaine

### Itter
- Forge Musée

### Longueville
- Musée de l'horlogerie

### Louvain-la-Neuve
- Musée de Louvain-la-Neuve
- Musée Hergé

### Marbais
- Musée des outils anciens

### Nijvel
- Stedelijk archeologisch museum

### Nil-Saint-Vincent
- Musée de la vie locale

### Opheylissem
- Museum Armand Pellegrin

### Orp-Jauche
- Regionaal archeologisch museum
- Musée du Corps de Cavalerie Français 1940

### Perwez
- Musée du Souvenir 40-45

### Rebecq
- Musée du porphyre et des carrières
- Maison de la Bière

### Rixensart
- Musée du tir à l'arc

### Terhulpen
- Fondation Folon

### Tubeke
- Gemeentelijk museum van de stadspoort

### Waterloo
- Museum van Waterloo
- Wellingtonmuseum
- Panorama de la Bataille
- Musée de Personnages de Cire
- Dernier Quartier-Général de Napoléon

### Waver
- Musée de la vie locale
- Archeologisch museum